# Ansichten
Ansichten is een boek van E. Annie Proulx, dat in 1992 is uitgegeven. De Engelstalige titel is Postcards.
Proulx won met dit werk de PEN/Faulkner Award for Fiction.
Proulx won ook andere literatuurprijzen, onder andere de Pulitzerprijs in de categorie fictie voor haar boek "Scheepsberichten". (Engelstalige titel The Shipping News).
In Ansichten wordt de levensloop gevolgd van een Amerikaanse boerenfamilie.
Boerenzoon Loyal Blood moet na de moord op zijn vriendin voor de rest van zijn leven weg blijven van het ouderlijk huis en is gedoemd tot een zwervend bestaan.
Hij houdt het thuisfront van zijn belevenissen op de hoogte door regelmatig ansichten te sturen.
Hij zal zijn leven lang onwetend blijvend van het tragische lot dat zijn familieleden zal overkomen.
Het boek biedt een inkijk in de Amerikaanse plattelandssamenleving van vlak voor de Tweede Wereldoorlog, en laat zien hoe de boerenbevolking als gevolg van veranderingen in de maatschappij gedwongen is naar andere inkomensbronnen te zoeken.